# Blücher (Schiff, 1902)
Der Passagierdampfer Blücher kam als verbessertes Schiff der Barbarossa-Klasse für die HAPAG in Dienst. Sein Name erinnerte an den preußischen Generalfeldmarschall von Blücher, der sich in den Befreiungskriegen gegen Napoleon ausgezeichnet hatte.
Bei der Auftragsvergabe war ein Einsatz auf der Reichspostdampferlinie nach Ostasien geplant, den die HAPAG noch mit dem Norddeutschen Lloyd (NDL) gemeinsam betrieb.
Tatsächlich kam die Blücher zuerst auf dem Nordatlantik zum Einsatz, da die HAPAG ihre Beteiligung an der Reichspostdampferlinie Ende 1903 aufgab.

## Einsatz bei der HAPAG
Die Blücher lief am 6. Juni 1902 aus Hamburg zu ihrer Jungfernfahrt nach New York aus. Auf dieser Strecke wurde sie bis 1912 neben Kreuzfahrten hauptsächlich eingesetzt.
1906 wurde sie erstmals zur Durchführung einer Kreuzfahrt herangezogen und ersetzte in diesem Bereich ihr Schwesterschiff Moltke.
Am 8. Januar 1910 begann die Blücher in New York eine besondere Kreuzfahrt, die 81 Tage dauern sollte: „The First Grand Cruise to South America and the Straits of Magellan“.
Über Saint Thomas, Belém (Pará), Bahia, Santos, Montevideo lief das Schiff nach Punta Arenas, wo es mit einer französischen Antarktis-Forschergruppe zusammentraf. Die Rückfahrt führte über Buenos Aires, Montevideo, Rio de Janeiro, Pernambuco, Trinidad und Kingston (Jamaika) zurück nach New York.
1912 erfolgte ein Umbau der Luxuskabinen des Schiffes, das nun zum Río de la Plata im Verbund mit dem HSDG-Dampfer Cap Finisterre (14.503 BRT) eingesetzt werden sollte. Am 26. Juni 1912 nahm die Blücher diesen Dienst auf.

## Kriegs- und Nachkriegsverwendung
Am 3. August 1914 steuerte  die Blücher Recife / Pernambuco an und wurde dort aufgelegt.
Am 1. Juni  1917 beim Kriegseintritt Brasiliens wurde das Schiff beschlagnahmt und in Leopoldina umbenannt. Wie das Schwesterschiff Moltke in Italien, war die ehemalige Blücher nun das größte brasilianische Handelsschiff.
Die Regierung vercharterte das Schiff am 27. Februar 1918 nach Frankreich.
Die Leopoldina wurde zwischen April und Dezember 1921 von der Compagnie Générale Transatlantique im Dienst Richtung USA eingesetzt. Im März 1923 wurde das Schiff angekauft und in Suffren umbenannt. Am 9. Mai 1923 lief sie erstmals aus Le Havre mit dem neuen Namen nach New York aus. Ihre letzte Reise in die USA begann am 22. September 1928. Dann wurde die ehemalige Blücher aufgelegt und im Mai 1929 in Genua abgebrochen.